# Saint-Lary, Gers
Saint-Lary hay Saint-Lary dans le Gers là một xã của tỉnh Gers, thuộc vùng Occitanie, tây nam nước Pháp.